# Sun Chariot Stakes
Groupe 1
Les Sun Chariot Stakes est une course hippique de plat se déroulant fin septembre - début octobre à Newmarket en Angleterre.
C'est une course de groupe I réservée aux pouliches et juments de 3 ans et plus. La première édition de cette course eut lieu en 1964 et elle doit son nom à la pouliche Sun Chariot (lauréate de la triple couronne des pouliches en 1942). Courue sur 1 600 mètres, elle était jusqu’en 1974 réservée aux seules 3 ans. Jusqu’en 2000, la distance était d’environ 2 000 mètres. La course a acquis le statut de groupe 1 en 2004. L'édition 2016 est dotée d'une allocation de 250 000 £ (soit environ 290 000 €).

## Palmarès depuis 2004
| Année | Vainqueur         | Âge | Pays        | Père              | Jockey                | Entraîneur         | Propriétaire                       | Temps   |
| ----- | ----------------- | --- | ----------- | ----------------- | --------------------- | ------------------ | ---------------------------------- | ------- |
| 2021  | Saffron Beach     | 3   | Royaume-Uni | New Bay           | William Buick         | Jane Chapple-Hyam  | B.V Sangster, J. Wigan & O. Sangst | 1'40"58 |
| 2020  | Nazeef            | 4   | Royaume-Uni | Invincible Spirit | Jim Crowley           | John Gosden        | Hamdam Al Maktoum                  | 1'42"21 |
| 2019  | Billesdon Brook   | 4   | Royaume-Uni | Champs Élysées    | Sean Levey            | Richard Hannon     | Pall Mall Partners & Co            | 1'38"01 |
| 2018  | Laurens           | 3   | Royaume-Uni | Siyouni           | Daniel Tudhope        | Karl Burke         | John Dance                         | 1'37"94 |
| 2017  | Roly Poly         | 3   | Irlande     | Galileo           | Ryan Moore            | Aidan O'Brien      | M.Tabor, D.Smith & S.Magnier       | 1'34"88 |
| 2016  | Alice Springs     | 3   | Irlande     | Galileo           | Ryan Moore            | Aidan O'Brien      | M.Tabor, D.Smith & S.Magnier       | 1'37"46 |
| 2015  | Ésotérique        | 5   | France      | Danehill Dancer   | Pierre-Charles Boudot | André Fabre        | Édouard de Rothschild              | 1'35"87 |
| 2014  | Integral          | 4   | Royaume-Uni | Dalakhani         | Ryan Moore            | Michael Stoute     | Cheveley Park Stud                 | 1'37"52 |
| 2013  | Sky Lantern       | 3   | Royaume-Uni | Red Clubs         | Richard Hughes        | Richard Hannon     | B.Keswick                          | 1'38"02 |
| 2012  | Siyouma           | 4   | France      | Medicean          | Gérald Mossé          | François Doumen    | Robert Jeffcock                    | 1'34"66 |
| 2011  | Sahpresa          | 6   | France      | Sahm              | Christophe Lemaire    | Rodolphe Collet    | Teruya Yoshida                     | 1'37"60 |
| 2010  | Sahpresa          | 5   | France      | Sahm              | Christophe Soumillon  | Rodolphe Collet    | D.-O. McIntyre                     | 1'38"08 |
| 2009  | Sahpresa          | 4   | France      | Sahm              | Ted Durcan            | Rodolphe Collet    | D.-O. McIntyre                     | 1'34"40 |
| 2008  | Halfway to Heaven | 3   | Irlande     | Pivotal           | J.-A. Heffernan       | Aidan O'Brien      | M.Tabor, D.Smith & S.Magnier       | 1'35"41 |
| 2007  | Majestic Roi      | 3   | Royaume-Uni | Street Cry        | Darryll Holland       | Mick Channon       | Jaber Abdullah                     | 1'37"83 |
| 2006  | Spinning Queen    | 3   | Royaume-Uni | Spinning World    | Michael Hills         | Barry Hills        | Marston Stud                       | 1'38"83 |
| 2005  | Peeress           | 4   | Royaume-Uni | Pivotal           | Kevin Darley          | Sir Michael Stoute | Cheveley Park Stud                 | 1'38"81 |
| 2004  | Attraction        | 3   | Royaume-Uni | Efisio            | Kevin Darley          | Mark Johnston      | Duke of Roxburghe                  | 1'36"27 |